# Linia kolejowa Kranj – Tržič
Linia kolejowa Kranj – Naklo – Tržič (słoweń. železniška proga Kranj – Naklo – Tržič) – ślepa, jednotorowa, normalnotorowa linia kolejowa w północnej Słowenii, odchodząca na stacji Kranj od magistrali Ljubljana – Jesenice – Klagenfurt Hbf w kierunku północnym. Zachowana na odcinku Kranj – Naklo. Na odcinku Naklo – Tržič rozebrana.

## Historia
Naklo uzyskało połączenie kolejowe z Kranjem 5 lub 6 lipca 1908 roku (trasa miała 15 kilometrów długości). Linia biegła dalej przez Dupelj i Križevci do Tržiča. Połączenie powstało z inicjatywy przedsiębiorców  z Tržiča: Karela Borna, właściciela tartaku i rozległych lasów w okolicy Jelendolu, Andreja Gassnera i Edmunda Glanzmanna, współwłaścicieli przędzalni i tkalni bawełny, Petera Koziny, właściciela fabryki obuwniczej (obecnie Peko) i burmistrza miasta, Karela Mally'ego (na przełomie XIX i XX wieku Tržič był czwartym miastem w Słowenii pod względem rozwoju przemysłowego, ale jego wzrost ograniczały słabe połączenia komunikacyjne – wraz z otwarciem kolei pozycja ośrodka znacznie się poprawiła). Linia została zbudowana z myślą o niewielkich prędkościach szlakowych i małym nacisku na oś.
W 1936 roku prywatna spółka akcyjna Lokalna železnica Kranj-Tržič sprzedała linię Królestwu Jugosławii.
Po II wojnie światowej, z uwagi na słabe parametry techniczne linii, transport zaczął być stopniowo przejmowany przez samochody ciężarowe oraz autobusy. W związku ze zmniejszeniem się przewozów i złym stanem technicznym szlaku (wymagany był kapitalny remont) w grudniu 1965 roku wydano decyzję o zamknięciu odcinka Naklo – Tržič. Ostatni pociąg wyjechał z Tržiča 15 stycznia 1966 roku o godzinie 15:00.
Część linii do Nakla została przeznaczona dla ruchu towarowego. Korzystały z niego firmy Kmetijska zadruga Naklo, Gozdno gospodarstvo, Surovina i Sava z Kranja, które przeładowywały na stacji w Nakle różnego rodzaju ładunki: drewno, ziemniaki, nawozy, złom, szkło, węgiel i trzodę chlewną. Kilka bocznic zostało podłączonych do linii przez żwirownię Legat (dziś baza asfaltowa) oraz żwirownię na Policy (dziś Gradbinec GIP d.o.o.). Na początku lat 80. XX wieku bocznica została zmodernizowana przez przedsiębiorstwo handlowe Živila (dziś Mercator) i Merkur, a w 2009 roku przez Dinos.
Na odcinku Kranj – Naklo prowadzone są nieregularne przejazdy pociągów historycznych.

## Pozostałości
Największą budowla na linii był most kolejowy nad Sawą, który znajduje się w Kranju, na czynnym odcinku. Na stacji w Nakle wystawiona jest parowóz muzealny (pomnik) JŻ 53-019. W 2011 roku na budynku stacyjnym widoczny był jeszcze stary, niemieckojęzyczny napis Naklas. Około 600 metrów na północ od Nakla znajduje się nieużytkowany wiadukt pod dawną główną drogą Kranj – Jesenice. Pierwszą stacją kolejową za Naklem było Duplje. Budynek dworcowy znajduje się po lewej stronie drogi (obecnie stanowi gospodarstwo rolne). Nieco dalej istnieje widoczne starotorze, a potem fragment trasy zamieniony na drogę rowerową. Za Duplje, w zaroślach po prawej stronie istnieje krótki tunel, który zapewne chronił trasę przed osuwiskami. Następny przystanek stanowiło Križe. Dawny dworzec przekształcono w budynek mieszkalny. Za Križe istniał odcinek o dużym spadku w kierunku Tržiča. Obecny most drogowy nad Tržišką Bistricą znajduje się w miejscu dawnego mostu kolejowego. Za nim trasa skręciła w prawo i dochodziła do końcowej stacji Tržič. Budynek stacyjny rozebrano w 2010, kiedy to również część fabryki Peko została wyburzona na potrzeby wznoszonego centrum handlowego. Stacja znajdowała się około kilometr od centrum miasta. Od stacji Tržič do przędzalni bawełny istniała bocznica, której pozostałości są nadal widoczne przy centrum handlowym Mercator.

## Galeria

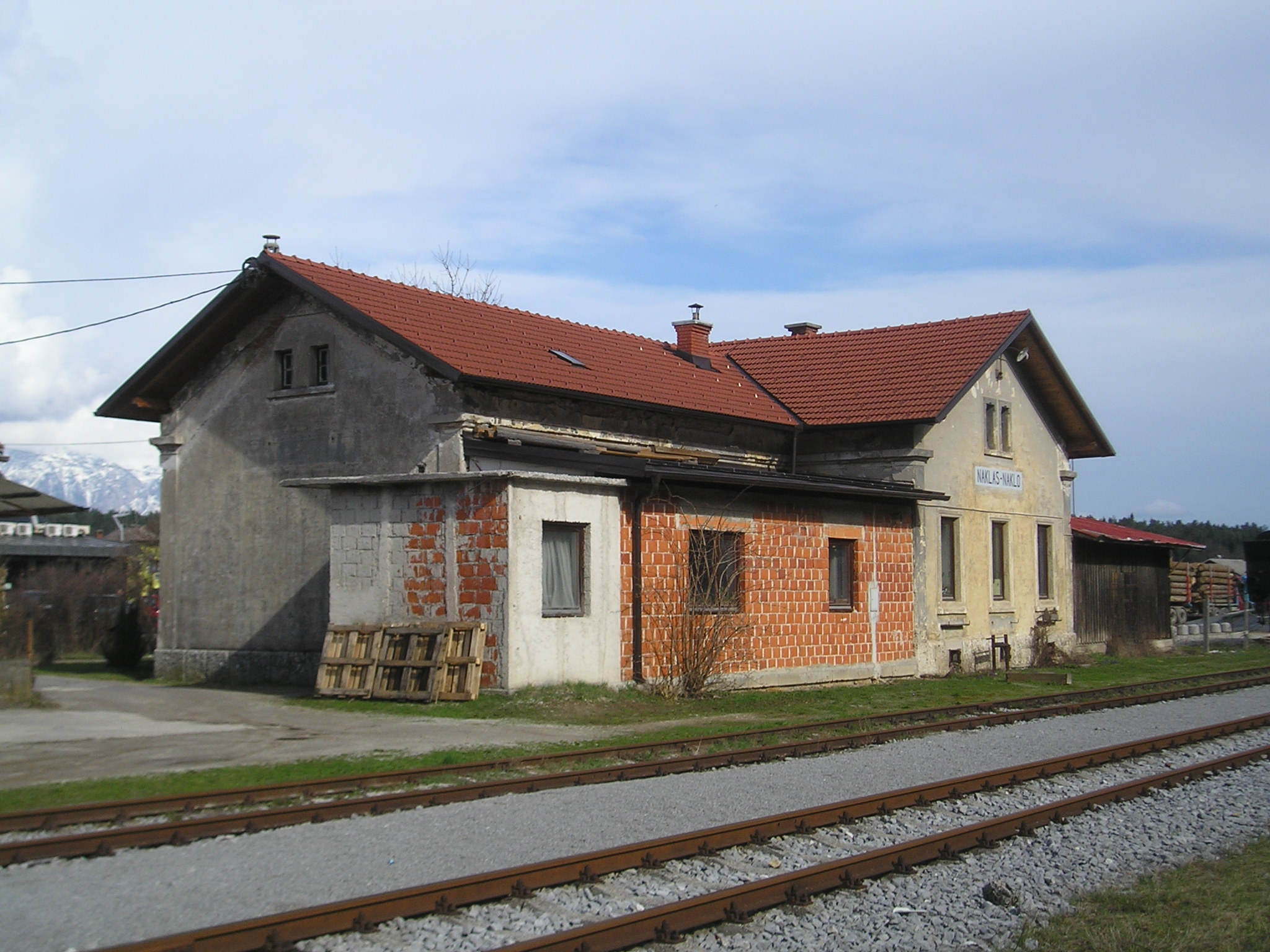
Dawny dworzec w Nakle
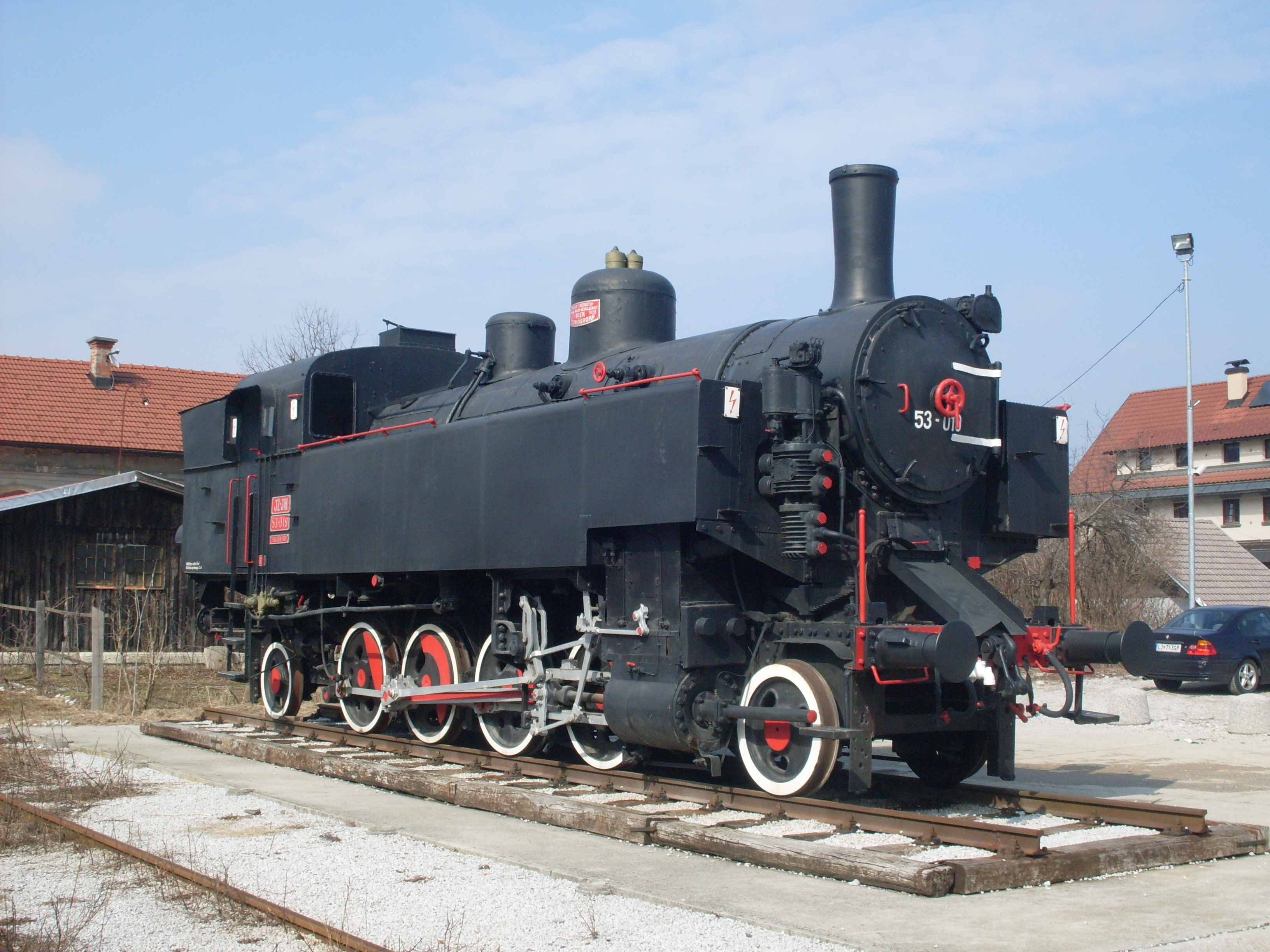
Parowóz JŻ 53-019 w Nakle
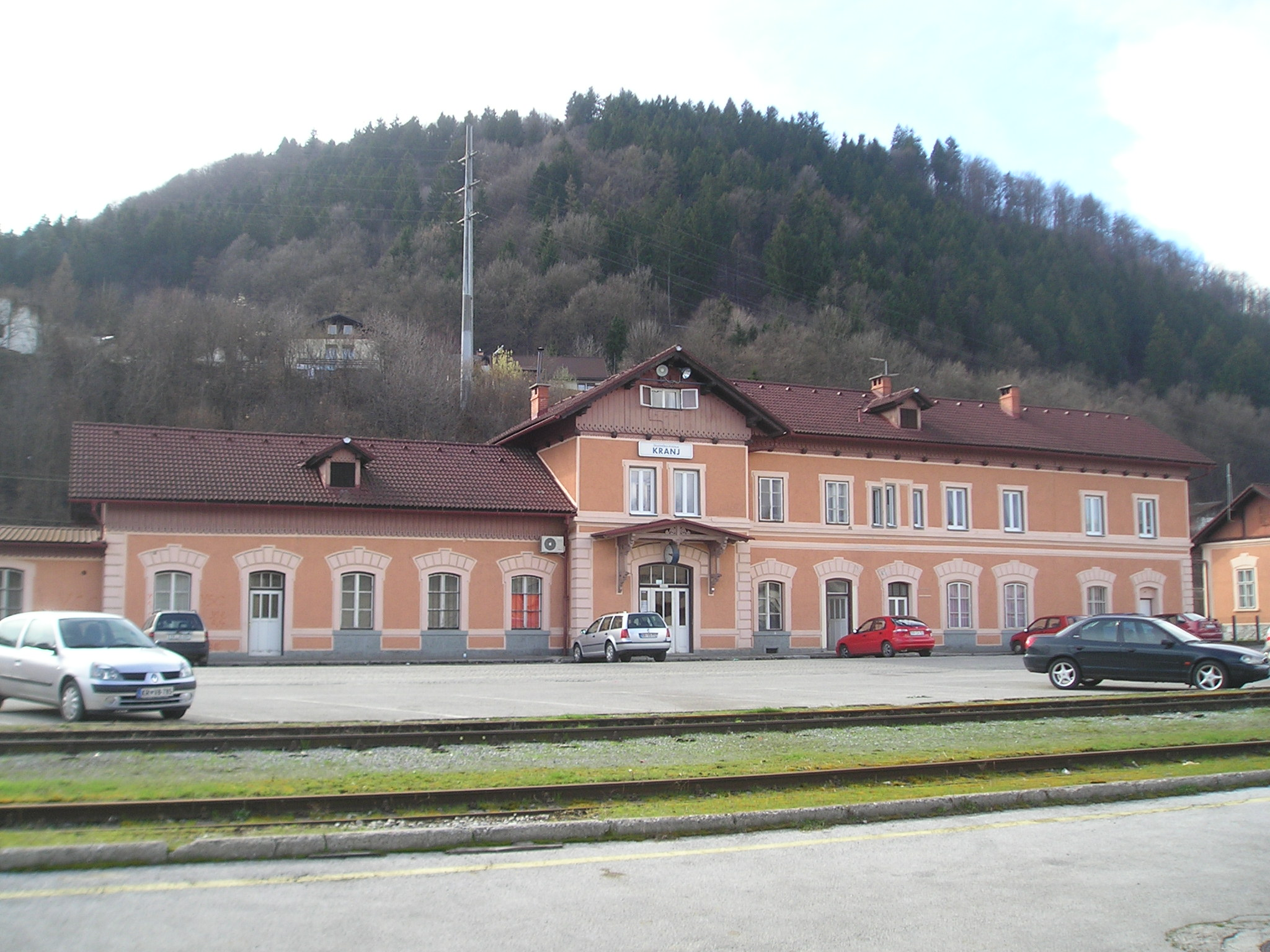
Dworzec w Kranju